# Robin Reed

Zawodnik Oregon State Beavers

Robin Lawrence Reed (ur. 20 października 1899 w Pettigrew, zm. 20 grudnia 1978 w Salem) – amerykański zapaśnik walczący w stylu wolnym. Złoty medalista olimpijski z Paryża 1924, w wadze piórkowej.
Zawodnik Franklin High School w Portland i Oregon State University.
Mistrz Amateur Athletic Union w 1921, 1922 i 1924 roku.

## Letnie Igrzyska Olimpijskie 1924
| Konkurencja      | Rundy eliminacyjne     | Rundy eliminacyjne       | Rundy eliminacyjne     | Rundy eliminacyjne     | Klas. końcowa |
| Konkurencja      | 1/16                   | Ćwierćfinał              | Półfinał               | Finał                  | Miejsce       |
| ---------------- | ---------------------- | ------------------------ | ---------------------- | ---------------------- | ------------- |
| 61 kg styl wolny | Anton Koolmann (EST) Z | Katsutoshi Naitō (JPN) Z | Cliff Chilcott (CAN) Z | Chester Newton (USA) Z | 1.            |